# The Imperials
The Imperials é um grupo americano de gênero gospel fundado nos anos 60. O grupo tem mais de 48 anos de carreira e uma longa discografia. Houve muitas mudanças para a banda em composição e estilos musicais ao longo dos anos. Eles já ganharam quatro Grammy Latino e foram introduzidos no Gospel Music Hall of Fame. A cantora Marina de Oliveira já fez várias regravações em português de suas músicas, e uma delas estão a música Bread Upon The Water que no título brasileiro é Faça um Teste.. O grupo aparece como um dos vocais de apoio do cantor Elvis Presley em espetáculos de 1970 em Las Vegas, mostrados no documentário do mesmo ano Elvis: That's the Way It Is.  

## Discografia
- 1964: Jake Hess & The Imperials
- 1964: Introducing The Illustrious Imperials
- 1964: Fireside Hymns
- 1964: Blends and Rhythms
- 1965: Talent Times Five
- 1965: Slaughter Writes - Imperials Sing
- 1965: Happy Sounds of The Imperials
- 1965: He Was a Preachin Man
- 1965: Slightly Regal
- 1966: Sing Their Favorite Hymns
- 1966: Sing Inspirational Classics
- 1967: To Sing Is the Thing
- 1968: New Dimensions
- 1969: Love Is the Thing
- 1970: Gospel's Alive and Well
- 1971: Time to Get It Together
- 1972: Imperials
- 1973: Live
- 1974: Follow the Man with the Music
- 1975: No Shortage
- 1976: Just Because
- 1977: Sail On
- 1978: Live
- 1979: Heed the Call
- 1979: One More Song for You
- 1980: Priority
- 1980: Christmas with the Imperials
- 1982: Stand By the Power
- 1983: Side By Side
- 1984: Sing the Classics
- 1985: Let the Wind Blow
- 1987: This Year's Model
- 1988: Free the Fire	Bill Schnee
- 1990: Love's Still Changing Hearts
- 1991: Big God
- 1992: Stir It Up
- 1995: Til He Comes
- 1997: It's Still the Cross
- 1998: Songs of Christmas
- 2002: I Was Made for This
- 2006: The Lost Album
- 2007: The Imperials
- 2007: Back to the Roots
- 2010: Still Standing